# Rupat (distrikt)
Rupat är ett distrikt i Indonesien.   Det ligger i provinsen Kepulauan Riau, i den västra delen av landet, 1 100 km nordväst om huvudstaden Jakarta. Rupat ligger på ön med samma namn.